# Mighty No. 9
Mighty No. 9 (マイティーナンバーナイン, Maitī Nanbā Nain) é um jogo de plataforma em desenvolvimento pela Comcept USA em conjunto com Inti Creates e publicado no Japão pela Spike Chunsoft e nos Estados Unidos pela Deep Silver Games. O jogo foi criado e dirigido por Keiji Inafune. A viabilização do projeto foi possível graças a uma campanha de financiamento coletivo no site Kickstarter. Mighty No. 9 se parece muito com outra franquia onde Inafune trabalhou, Mega Man, tanto na jogabilidade, quanto no design dos personagens, e é considerado por muitos como seu sucessor espiritual. O jogo foi lançado em 21 de junho de 2016.
Em 2014 uma série animada baseada no jogo anunciada por Keiji Inafune, com animações criadas por baseada em Tóquio Frontier Digital. Em 7 de julho de 2015, foi anunciada que a Legendary Pictures e Comcept iria colaborar para fazer um No. 9 Poderoso longa-metragem.

## Gameplay
Mighty No. 9 está focado em plataformas 2D, com uma mistura de 2D e 3D, obras de arte e animações. Os jogadores controlam um robô chamado Beck, que é capaz de correr, saltar, atirar projéteis contra os inimigos e absorver habilidades temporariamente. Além disso, o jogador é capaz de adquirir diversas armas e habilidades dos inimigos. Ao  derrotar chefes, Beck pode obter novas transformações. Call não pode absorver, mas pode traço  mais longe do que Beck e pode usar um escudo e jetboots, que retardam a queda.